# Panneau de fibres à densité moyenne
Pour les articles homonymes, voir MDF.

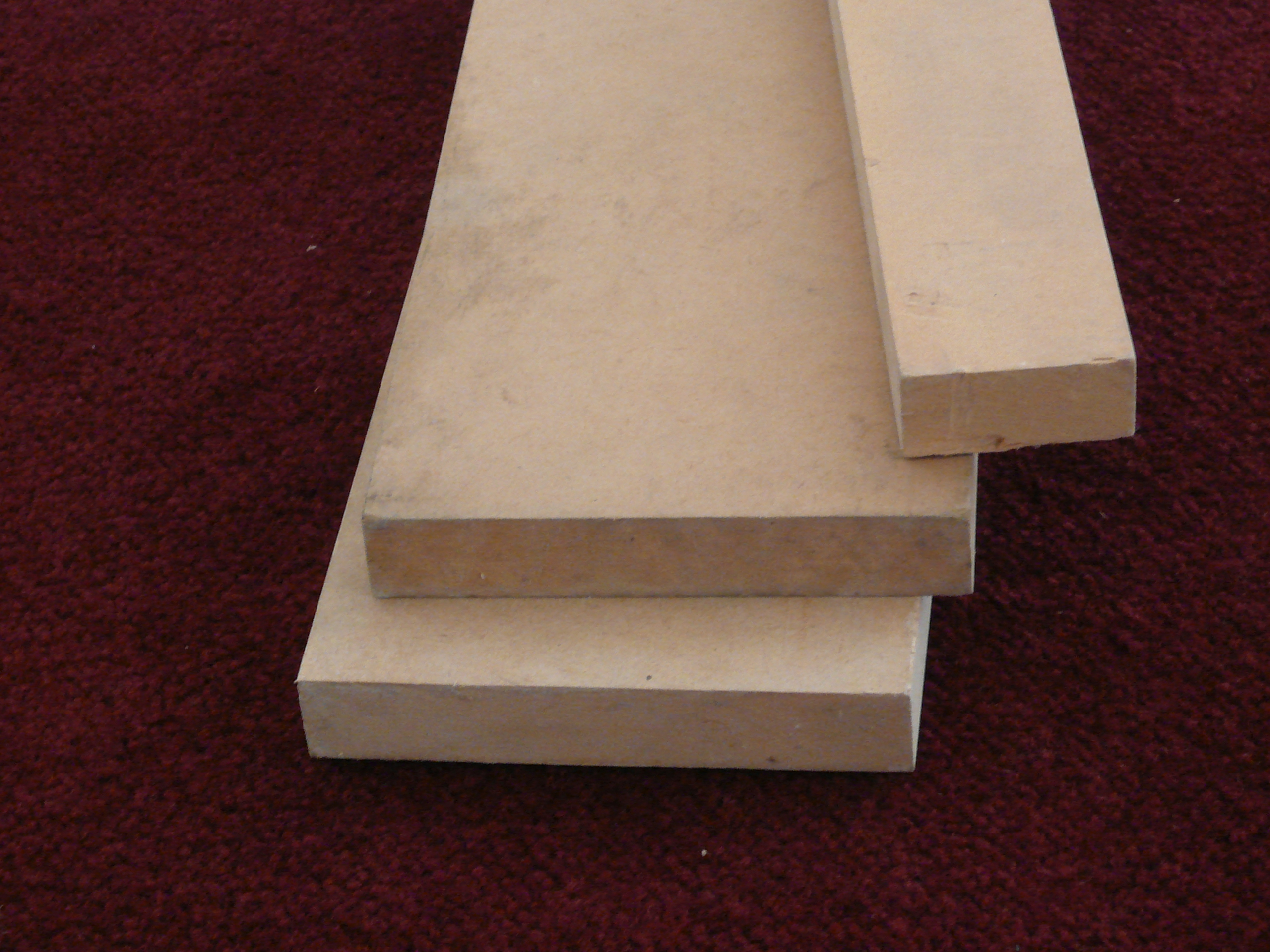
un échantillon de MDF

Un panneau de fibres à densité moyenne ou MDF (pour medium-density fiberboard, l'appellation anglophone) est un panneau de fibres de bois à moyenne densité (avec des masses volumiques variables : 800 kg/m3 pour le HDF, 750 kg/m3 pour le MDF, 600 kg/m3 pour le light MDF), par opposition aux panneaux de fibres de bois durs (type Isorel ou Unalit) dont la densité est élevée (de l'ordre de 1 000 kg/m3). Également connu sous la dénomination de medium (nom commercial du produit utilisé par la société Isoroy), ce panneau issu d'un procédé industriel continu, est constitué de fibres de bois et d'un liant synthétique à base de résine urée-formol que l'on soumet à des contraintes de température et de pression. Du fait qu'il pourrait être cancérigène, il est de moins en moins utilisé dans la construction. 
Ce matériau industriel, inventé par hasard aux États-Unis en 1966, présente de multiples avantages :
- il est quasiment isotrope, c'est-à-dire présente des propriétés physiques homogènes dans les trois dimensions,
- sa texture fine le rend facile d'emploi en décoration,
- il est meilleur marché que le bois massif[réf. nécessaire],
- il est disponible en de multiples épaisseurs,
- il permet l'utilisation de bois de première éclaircie (arbres de faible diamètre, qui ne peuvent pas être utilisés comme bois massif).
- il est très résistant à la lumière, à l'humidité (selon le traitement) et à la température [3]

Le MDF est un panneau polyvalent, surtout retrouvé dans l'aménagement et la décoration intérieure. Il se substitue dans la plupart des cas au contreplaqué, plus onéreux. Le MDF ne convient pas en panneaux de contreventement du fait qu'il est sensible à l'eau contrairement à l'OSB.
Il peut être ignifugé (Euroclasse B), cintré, laqué ou mélaminé et dans une certaine mesure hydrofugé (exclusivement en ambiance intérieure présentant des risques d'exposition temporaire à l'humidité).

## Procédé de fabrication
Les panneaux de MDF sont élaborés à partir de bois feuillus ou résineux (écorcés afin de réduire le taux de silice), réduits en copeaux à l'aide d'une coupeuse-déchiqueteuse. Les particules de moins de 5 mm et de plus de 40 mm sont éliminées.
Après une opération de défibrage à chaud, le mélange collant, constitué de plusieurs composants dont un liant ou colle (urée formol ou mélamine formol) un catalyseur et éventuellement d’autres adjuvants, est projeté en fines gouttelettes sur l’ensemble fibre et vapeur.
À l'issue d'un séchage, la matière fibreuse est pressée en panneaux.
Le procédé d'élaboration du MDF comprend huit opérations :
1. le déchiquetage du bois ;
2. le tri, lavage et dépoussiérage du déchiqueté ;
3. le défibrage par traitement à la vapeur ;
4. l'encollage des fibres ;
5. le séchage ;
6. le pressage ;
7. le refroidissement et la stabilisation ;
8. la mise au format.

C'est en 1966, aux États-Unis, à l'occasion d'un incident technique que fut obtenu le premier MDF. La production a débuté vers le milieu des années 1970.
Les producteurs de MDF en France sont Panneaux de Corrèze avec l'usine  d'Ussel pour la marque Médium, Finsa avec l'usine de Morcenx et Unilin avec l'usine de Bazeilles.
En 2009, Isoroy a fermé le site de Saint-Dizier et arrêté sa dernière presse à étage. Le site a été repris en 2011 par la société allemande Homatherm.

## Problèmes sanitaires
Les MDF ou fibres de moyenne densité sont un matériau composite fabriqué à partir de fibres agglomérées et contenant du formaldéhyde, responsable de cancers chez l’homme. Il irrite également la peau, les yeux et les muqueuses. Une exposition même brève et à de faibles concentrations peut dans certains cas déclencher des crises d’asthme chez les personnes sensibles. Couper, percer et usiner du MDF expose à de grandes quantités de poussière. Par inhalation, elles peuvent causer des pathologies ORL comme l’asthme ou le cancer de l'ethmoïde[réf. nécessaire]. On a largement évoqué ces risques concernant les bricoleurs à qui l'on recommande de prendre des précautions d'usage, telles que porter un masque et ouvrir portes et fenêtres de l'espace de travail.
Une fois posé et peint ou verni, le MDF continue à produire du formaldéhyde. Une norme européenne vise à limiter cette émission dans les matériaux récents.
Kelly et al. (1999)  ont évalué les émissions de formaldéhyde de plusieurs produits du bois dans une chambre sur une période de 24 heures. Les émissions des produits du bois enduits contenant de l'urée-formaldéhyde (p. ex. mélamine, stratifié) variaient de < 2,7 à 55 μg/m²h, à l'exception d'un produit qui émettait 460 μg/m²h, alors que les émissions des produits du bois non enduits contenant du phénol-formaldéhyde variaient de 4,1 à 9,2 μg/m²h. Parmi les produits non enduits contenant de l'urée-formaldéhyde, les émissions des produits de contreplaqué variaient de 8,6 à 103 μg/m²h, celles des panneaux d'aggloméré de 104 à 1 580 μg/m²h et celles des produits de MDF de 210 à 364 μg/m²h.

### Changements en Amérique du Nord depuis 2009
En réponse aux préoccupations de santé concernant le formaldéhyde, le California Air Resources Board (CARB) a commencé en 2009 à durcir les normes pour les émissions de formaldéhyde provenant des MDF. La règle du CARB est devenu le standard de facto pour l'Amérique du Nord compte tenu du réseau de la chaîne d'approvisionnement en place à travers le continent. En effet il serait très peu pratique et plus coûteux pour les producteurs de composer avec plus d'une norme en Amérique du Nord.
Le CARB régule les émissions de formaldéhyde provenant des panneaux en bois composite vendus et utilisés à l'intérieur dans l'État de Californie. Les applications incluent les meubles, armoires de cuisine, revêtements de sol et plus encore.
Les panneaux en bois composite comprennent le contreplaqué de feuillus (CF), les panneaux de particules (PB) et les panneaux de particules à densité moyenne (MDF)
La règle du CARB est mise en œuvre en deux phases :
1. Exigences de la phase 1 de plafond d'émissions, en vigueur depuis le 1er janvier 2009 (0,18 ppm / 0,216 g/m3 [10]pour PB, 0,21 ppm / 0,252 g/m3 pour MDF et 0,21 ppm / 0,252 g/m3 pour MDF ≤ 8 mm).
2. Exigences de la phase 2 de plafond d'émissions :
  - 1er janvier 2011 pour la production de MDF et PB  (0,09 ppm / 0,108 g/m3 pour PB et 0,11 ppm/ 0,132 g/m3 pour MDF)
  - 1er janvier 2012 pour la production de panneaux MDF minces (≤ 8 mm) (0,13 ppm / 0,156 g/m3)